# Inverso multiplicativo

A função real de variável real f(x)=1/x asoccia cada x não-nulo com seu inverso multiplicativo.

Em matemática, o inverso multiplicativo de um número x é o número y que, multiplicado por x, gera a identidade multiplicativa. Note-se que estamos falando de qualquer operação binária que tenha o nome de multiplicação, que não precisa ser comutativa, mas deve ter elemento neutro.
No caso de uma operação não comutativa, o inverso deve ser tal que {\displaystyle x\times y=y\times x=1}.
Quando este inverso é único (por exemplo, o inverso multiplicativo de um número real), ele é representado por: 
{\displaystyle 1\div y={\frac {1}{y}}=y^{(-1)}={\sqrt[{(-1)}]{y}}}
ou
{\displaystyle m^{w}={\sqrt[{\frac {1}{w}}]{m}}}
ou
{\displaystyle a^{\frac {1}{c}}={\sqrt[{c}]{a}}}
O termo "recíproco" era de uso comum pelo menos até a terceira edição de "Encyclopædia Britannica" (1797) para descrever dois números cujo produto é 1; As quantidades geométricas em proporção inversa são descritas como  reciprocall  em uma tradução 1570 de Euclid   Elements .

## Unicidade
As condições necessárias para que se possa definir o inverso multiplicativo são um conjunto S, uma operação binária * definida como uma função {\displaystyle \star :S\times S\to S} e a existência de um elemento neutro 1 desta operação, definido de forma que {\displaystyle \forall x\in S,1\times x=x\times 1=x}.
Estas são as definições de um grupóide com elemento neutro. 
Por exemplo, para a operação binária × definida no conjunto {1, a, b, c} de forma que 1 seja o elemento neutro, a × a = 1, a × b = 1, a × c = a, b × a = 1, b × b = b, b × c = b, c × a = c, c × b = 1 e c × c = c, temos que a é um elemento inverso de a, b também é um elemento inverso de a e a é um elemento inverso de b, e não existe elemento inverso de c. Note-se que no caso geral, o elemento inverso não precisa existir nem ser único (devia se chamar de um elemento inverso, em vez de o elemento inverso).
Quando a operação é associativa (ou seja, (S, *) é um monóide), pode-se mostrar que o inverso, se existe, é único:
Seja x um elemento de S, e y e z elementos inversos de x. Então, pela associatividade:
{\displaystyle (z\times x)\times y=z\times (x\times y)}
Portanto, pelas definições de elemento inverso e de elemento neutro:
{\displaystyle 1\times y=z\times 1}
{\displaystyle y=z}

## Inverso multiplicativo de alguns números
| número | valor inverso                                      |
| ------ | -------------------------------------------------- |
| 0      | {\displaystyle {\infty }}                          |
| 1      | {\displaystyle 1}                                  |
| 2      | {\displaystyle 0,5}                                |
| 3      | {\displaystyle 0,{\overline {3}}}                  |
| 4      | {\displaystyle 0,25}                               |
| 5      | {\displaystyle 0,2}                                |
| 6      | {\displaystyle 0,1{\overline {6}}}                 |
| 7      | {\displaystyle 0,{\overline {142857}}}             |
| 8      | {\displaystyle 0,125}                              |
| 9      | {\displaystyle 0,{\overline {1}}}                  |
| 10     | {\displaystyle 0,1}                                |
| 11     | {\displaystyle 0,{\overline {09}}}                 |
| 12     | {\displaystyle 0,08{\overline {3}}}                |
| 13     | {\displaystyle 0,{\overline {076923}}}             |
| 14     | {\displaystyle 0,0{\overline {714285}}}            |
| 15     | {\displaystyle 0,0{\overline {6}}}                 |
| 16     | {\displaystyle 0,0625}                             |
| 17     | {\displaystyle 0,{\overline {0588235294117647}}}   |
| 18     | {\displaystyle 0,0{\overline {5}}}                 |
| 19     | {\displaystyle 0,{\overline {052631578947368421}}} |
| 20     | {\displaystyle 0,05}                               |

## Em forma de divisão
O resultado de {\displaystyle A\div B} é o inverso do resultado de {\displaystyle B\div A}. Ou seja, para descobrir o valor inverso de um número que é resultado de uma divisão, é só trocar o dividendo e o divisor de lugar. Exemplos:
- Se {\displaystyle 16\div 4=4}, para descobrir o valor inverso de 4, é só trocar o dividendo e o divisor de lugar, que vai ser {\displaystyle 4\div 16=0,25}. Portanto, 0,25 é o valor inverso de 4.
- Se {\displaystyle 15\div 3=5}, para descobrir o valor inverso de 5, é só trocar o dividendo e o divisor de lugar, que vai ser {\displaystyle 3\div 15=0,2}. Portanto, 0,2 é o valor inverso de 5.
- Se {\displaystyle 72\div 9=8}, para descobrir o valor inverso de 8, é só trocar o dividendo e o divisor de lugar, que vai ser {\displaystyle 9\div 72=0,125}. Portanto, 0,125 é o valor inverso de 8.
- Se {\displaystyle 100\div 10=10}, para descobrir o valor inverso de 10, é só trocar o dividendo e o divisor de lugar, que vai ser {\displaystyle 10\div 100=0,1}. Portanto, 0,1 é o valor inverso de 10.

## Em forma de potenciação
O resultado de {\displaystyle A^{B}} é o inverso do resultado de {\displaystyle A^{(-B)}}. Ou seja, para descobrir o valor inverso de um número que é resultado de uma potenciação, é só conservar a base e trocar o expoente de positivo para negativo, ou de negativo para positivo. Exemplos:
- Se {\displaystyle 2^{2}=4}, para descobrir o valor inverso de 4, é só trocar o expoente positivo para negativo, que vai ser {\displaystyle 2^{(-2)}=0,25}. Portanto, 0,25 é o valor inverso de 4.
- Se {\displaystyle 3^{3}=27}, para descobrir o valor inverso de 27, é só trocar o expoente positivo para negativo, que vai ser {\displaystyle 3^{(-3)}=0,{\overline {037}}}. Portanto, a dízima periódica {\displaystyle 0,{\overline {037}}} é o valor inverso de 27.
- Se {\displaystyle 5^{5}=3125}, para descobrir o valor inverso de 3125, é só trocar o expoente positivo para negativo, que vai ser {\displaystyle 5^{(-5)}=0,00032}. Portanto, 0,00032 é o valor inverso de 3125.
- Se {\displaystyle 10^{6}=1000000}, para descobrir o valor inverso de 1000000, é só trocar o expoente positivo para negativo, que vai ser {\displaystyle 10^{(-6)}=0,000001}. Portanto, 0,000001 é o valor inverso de 1000000.

## Em forma de radiciação
O resultado de {\displaystyle {\sqrt[{Q}]{W}}} é o inverso do resultado de {\displaystyle {\sqrt[{(-Q)}]{W}}}. Ou seja, para descobrir o valor inverso de um número que é resultado de uma potenciação, é só conservar o radicando e trocar o índice de positivo para negativo, ou de negativo para positivo. Exemplos:
- Se {\displaystyle {\sqrt[{12}]{8916100448256}}=12}, para descobrir o valor inverso de 12, é só índice o expoente positivo para negativo, que vai ser {\displaystyle {\sqrt[{(-12)}]{8916100448256}}=0,08{\overline {3}}}. Portanto, a dízima periódica {\displaystyle 0,08{\overline {3}}} é o valor inverso de 12.
- Se {\displaystyle {\sqrt[{8}]{16777216}}=8}, para descobrir o valor inverso de 8, é só trocar o índice positivo para negativo, que vai ser {\displaystyle {\sqrt[{(-8)}]{16777216}}=0,125}. Portanto, 0,125 é o valor inverso de 8.
- Se {\displaystyle {\sqrt[{7}]{823543}}=7}, para descobrir o valor inverso de 7, é só trocar o índice positivo para negativo, que vai ser {\displaystyle {\sqrt[{(-7)}]{823543}}=0,{\overline {142857}}}. Portanto, a dízima periódica {\displaystyle 0,{\overline {142857}}} é o valor inverso de 7.
- Se {\displaystyle {\sqrt[{5}]{3125}}=5}, para descobrir o valor inverso de 5, é só trocar o índice positivo para negativo, que vai ser {\displaystyle {\sqrt[{(-5)}]{3125}}=0,2}. Portanto, 0,2 é o valor inverso de 5.